# Liv AlUla Jayco

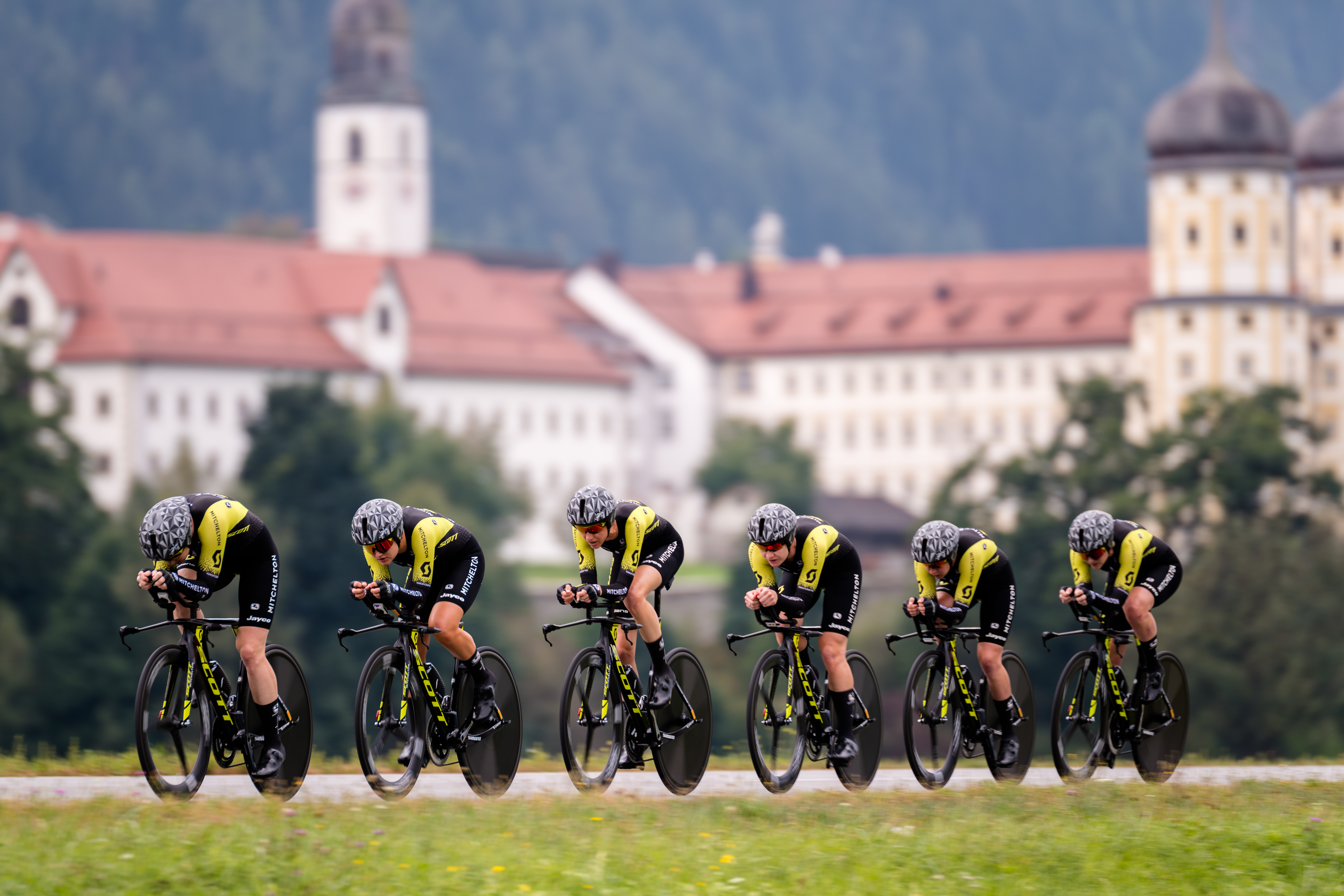
WK ploegentijdrit 2018

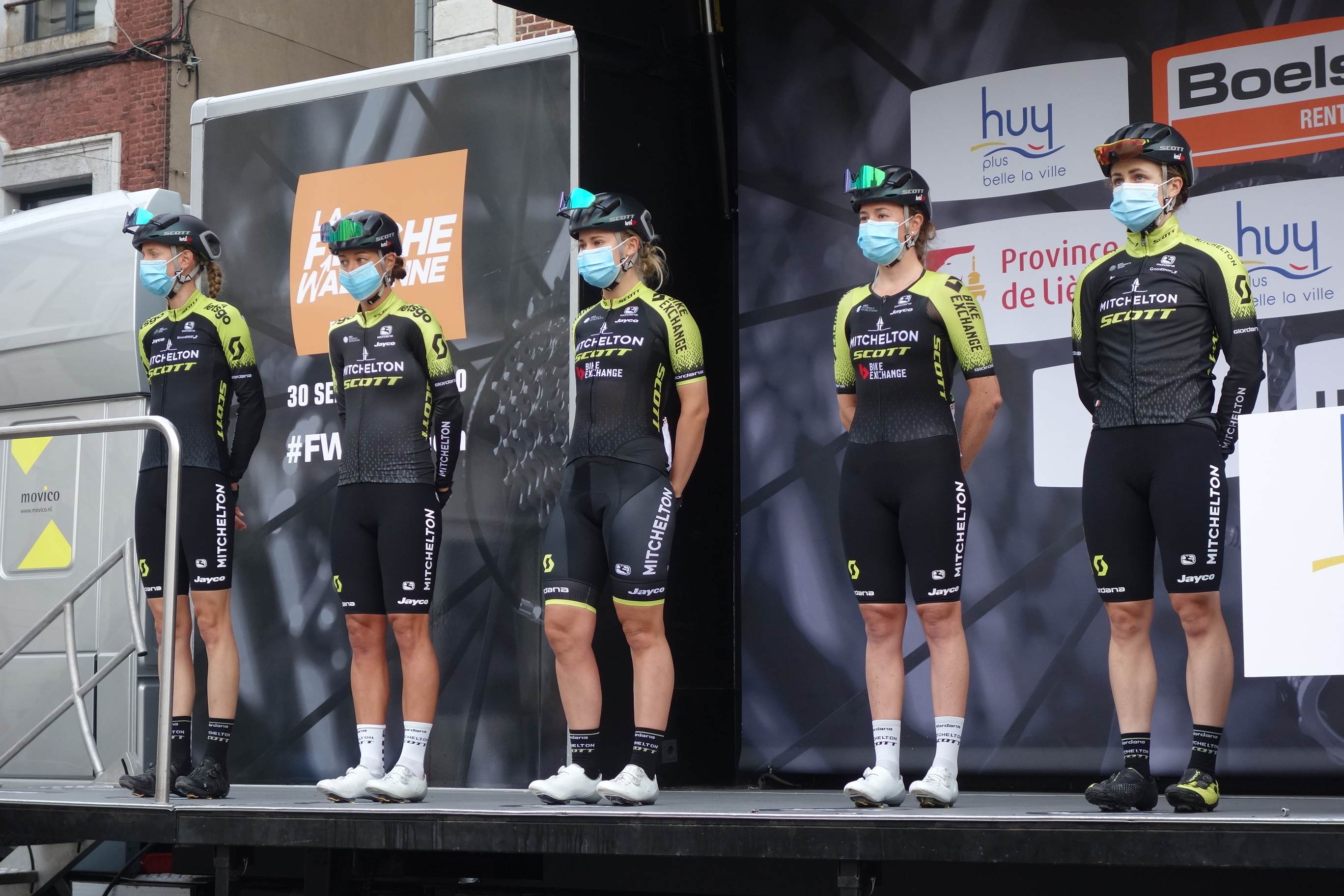
De ploeg in de Waalse Pijl 2020.

Team BikeExchange Jayco (UCI-teamcode: BEX) is een internationale wielerploeg voor vrouwen, die met ingang van 2012 deel uitmaakt van het peloton. Het team heeft een Australische licentie, met voornamelijk Australische rensters. In 2020 werd de status van UCI Women's World Tour team verkregen. Het is de tegenhanger van het mannelijke Team BikeExchange.

## Geschiedenis
Het team ging in 2012 van start als een project van de Australian Institute of Sport (AIS) samen met de firma GreenEdge-Cycling onder de naam GreenEdge-AIS (GEW). In juni van dat zelfde jaar werd Orica sponsor en werd de naam gewijzigd tot Orica-AIS (2012-2014: GEW, 2015-2016: OGE). In 2017 bond het fietsmerk Scott ook zijn naam aan het team en volgde een naamswijziging naar Orica-Scott (ORS). Van 2018-2020 nam Mitchelton Wines de plaats van Orica in en wijzigde de ploegnaam tot Mitchelton-Scott (MTS). Voor de periode 2021-2022 is BikeExchange de hoofdsponsor. Bianchi werd per 2021 de nieuwe fietsen sponsor.
Bekende Nederlandse rensters waren Annemiek van Vleuten (vanaf 2016) en Loes Gunnewijk (tot mei 2015). Belangrijke kopvrouwen waren Judith Arndt, Tiffany Cromwell, Emma Johansson, Claudia Lichtenberg, Valentina Scandolara en Linda Villumsen.
In januari 2017 beëindigde Loren Rowney haar carrière, waarna Georgia Williams in februari 2017 de ploeg versterkte. Na het seizoen 2017 werd bekend dat Van Vleuten haar contract met twee jaar verlengde en dat de Belgische topsprintster Jolien D'Hoore overkomt van Wiggle High5. De Australische Rachel Neylan vertrok naar het nieuwe Movistar Team, Georgia Baker moest noodgedwongen stoppen met wielrennen na The Women's Tour 2017 vanwege hartklachten en Katrin Garfoot stopte (tijdelijk) met wielrennen na de Gemenebestspelen 2018.

## Ex-rensters
N.B. Zie voor de huidige selectie de jaarpagina Team BikeExchange (vrouwenwielerploeg)/2021

## Belangrijke overwinningen
N.B.: zie voor 2020 en 2021 de jaarartikelen

### 2012

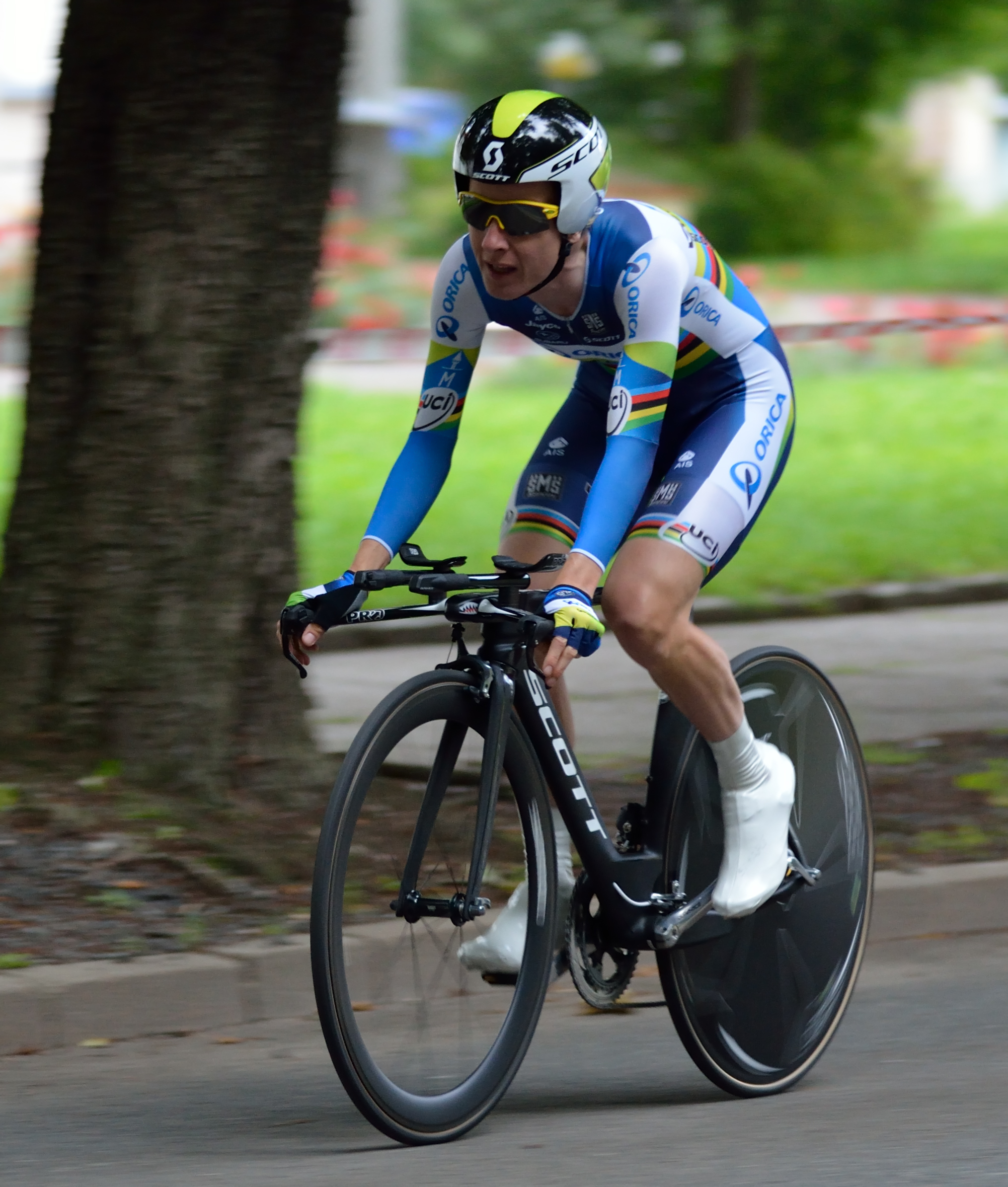
Judith Arndt in 2012

Wereldkampioen individuele tijdrit: Judith Arndt
 Eindklassement Ladies Tour of Qatar: Judith Arndt
Omloop het Nieuwsblad: Loes Gunnewijk
Ronde van Vlaanderen: Judith Arndt
 1e en 3e etappe en eindklassement Ronde van Chongming: Melissa Hoskins
 3e etappe en eindklassement Emakumeen Bira: Linda Villumsen, Judith Arndt
 Etappe 2b (tijdrit) en eindklassement Giro del Trentino: Linda Villumsen
5e etappe Giro Rosa: Tiffany Cromwell
 Eindklassement Thüringen Rundfahrt: Judith Arndt

### 2013

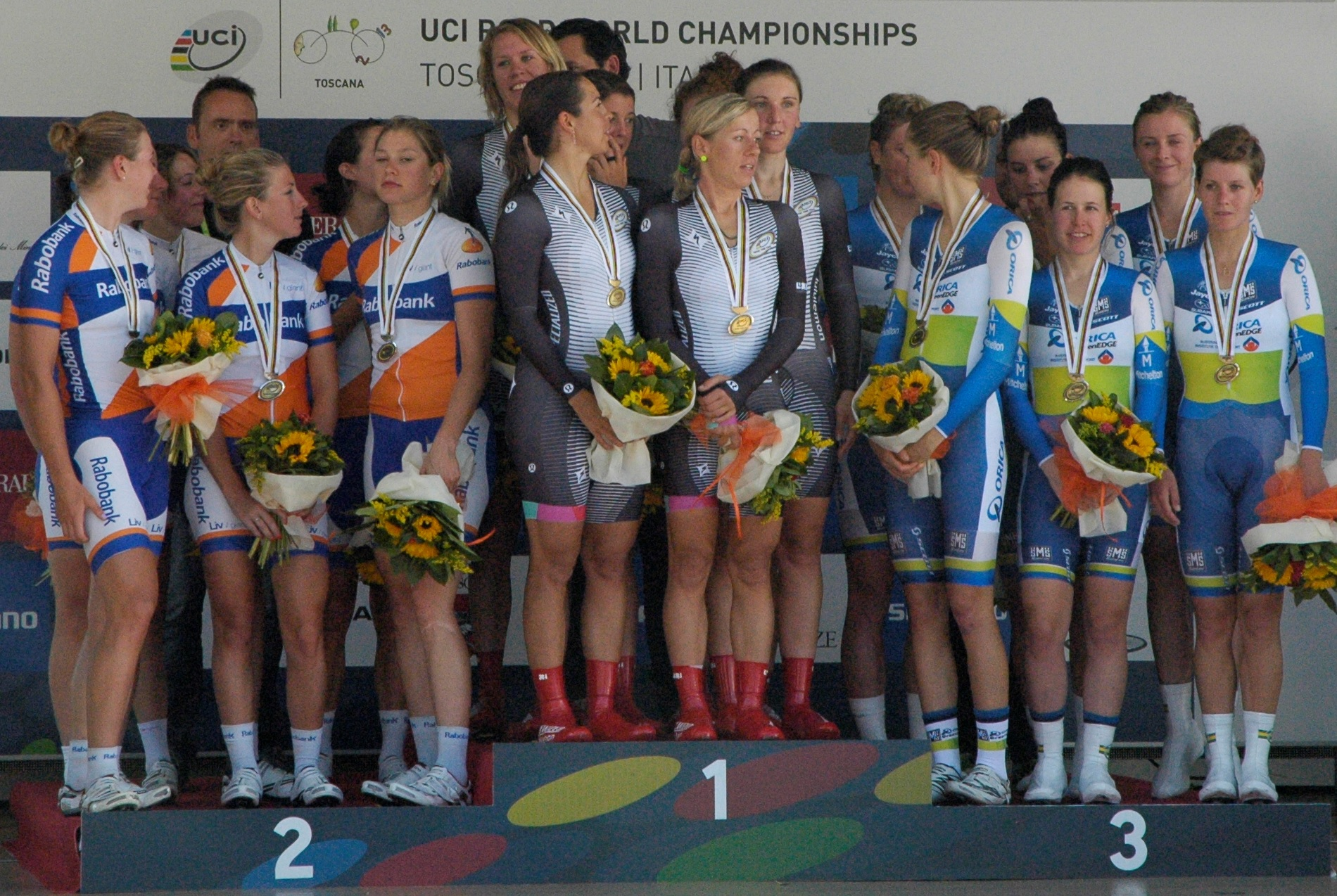
WK ploegentijdrit 2013

Omloop het Nieuwsblad: Tiffany Cromwell
 3e etappe en eindklassement Ronde van Chongming: Annette Edmondson
 2e en 3e etappe (tijdrit) en eindklassement Emakumeen Bira: Emma Johansson
2e etappe Giro del Trentino: Shara Gillow
 1e, 4e (tijdrit) en 5e etappe en eindklassement Thüringen Rundfahrt: Shara Gillow (tijdrit), Emma Johansson
Proloog La Route de France: Emma Johansson
4e etappe Lotto Belisol Belgium Tour: Annette Edmondson

### 2014

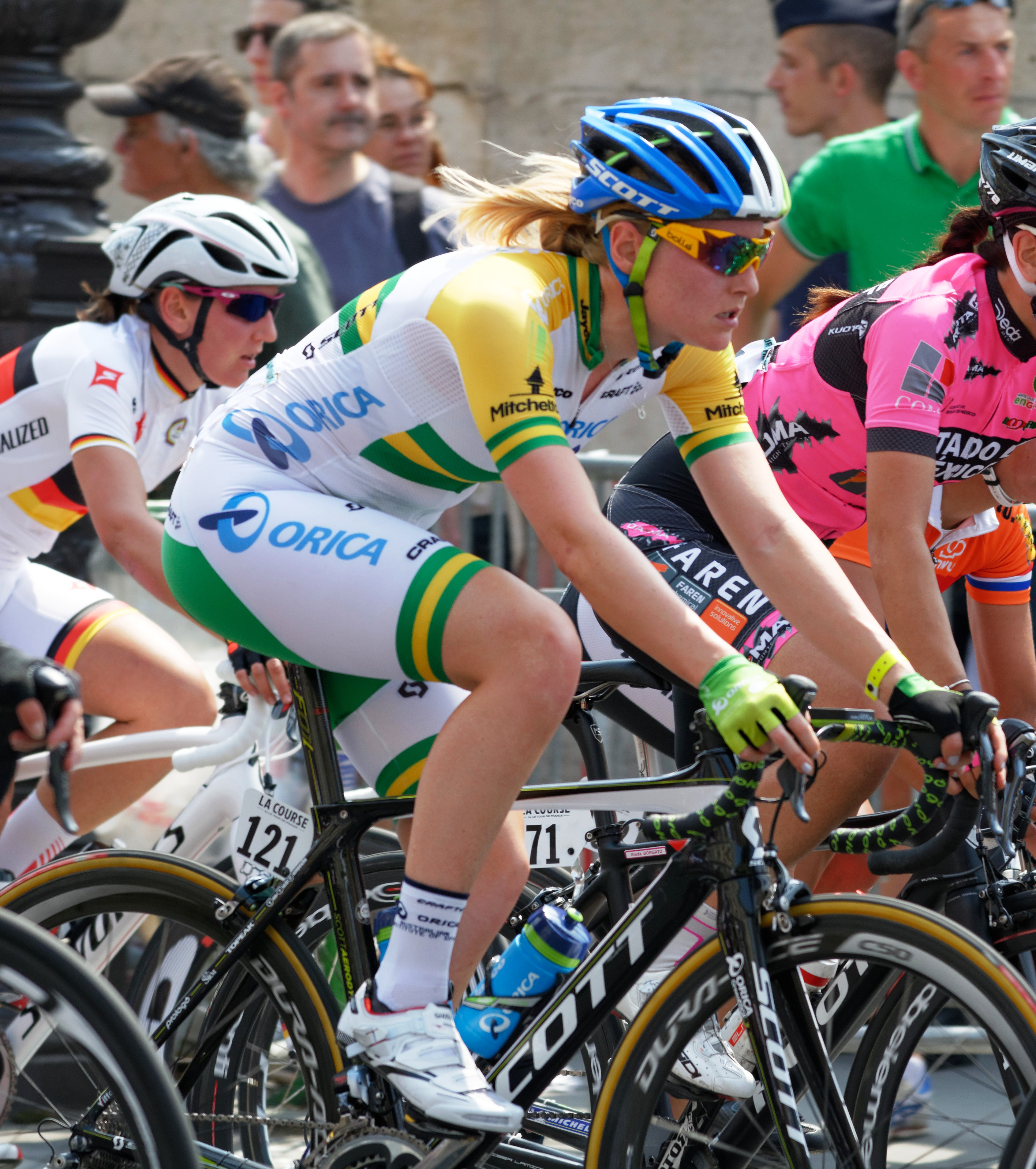
Gracie Elvin in La Course 2014

Le Samyn des Dames: Emma Johansson
Trofeo Alfredo Binda: Emma Johansson
Boels Rental Hills Classic: Emma Johansson
Giro del Trentino: Valentina Scandolara
BeNe Ladies Tour: Emma Johansson
6e etappe Holland Ladies Tour: Emma Johansson

### 2015

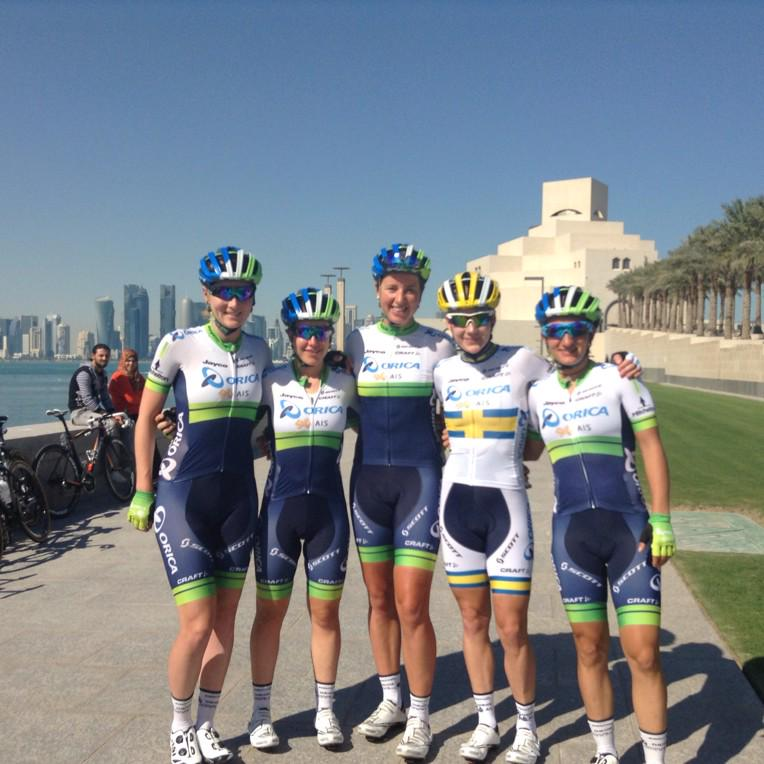
Ronde van Qatar 2015

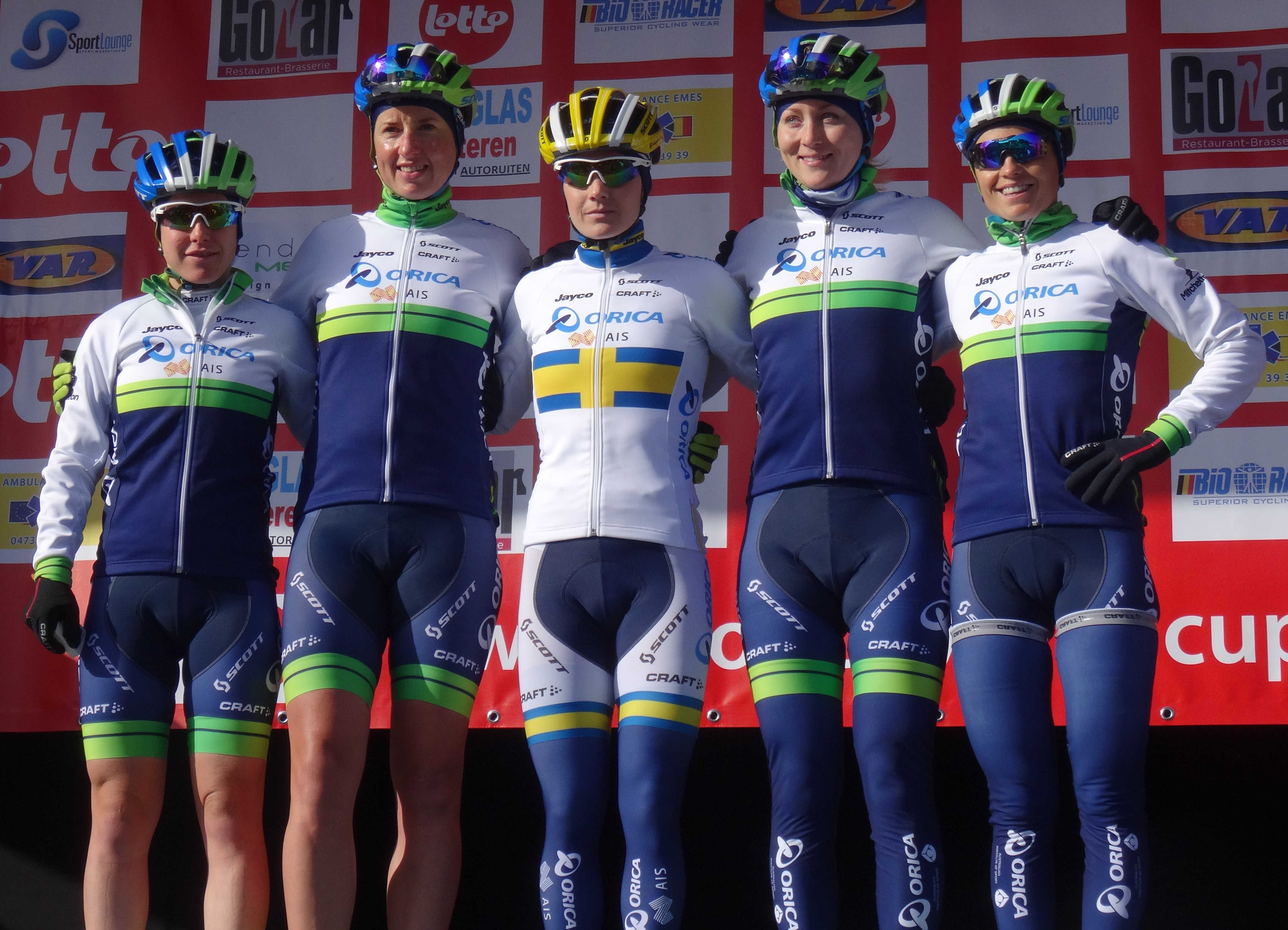
Le Samyn 2015

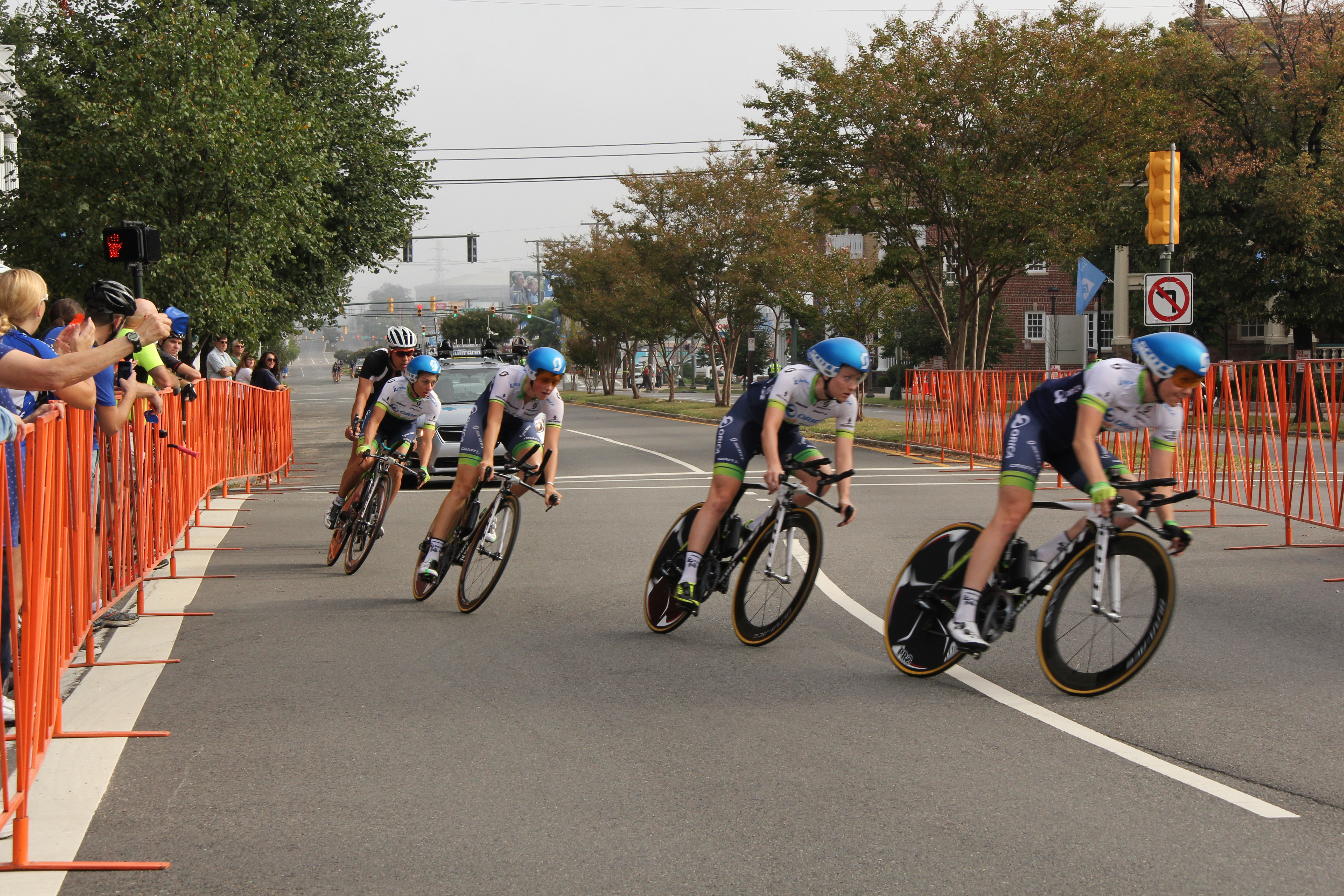
WK ploegentijdrit 2015

Gooik-Geraardsbergen-Gooik: Gracie Elvin
2e en 4e etappe Emakumeen Bira: Emma Johansson
 Etappe 3b en eindklassement Thüringen Rundfahrt: Gracie Elvin, Emma Johansson
Giro del Trentino: Valentina Scandolara
 3e etappe en eindklassement Trophée d'Or: Rachel Neylan
 Eindklassement Lotto Belgium Tour: Emma Johansson

### 2016

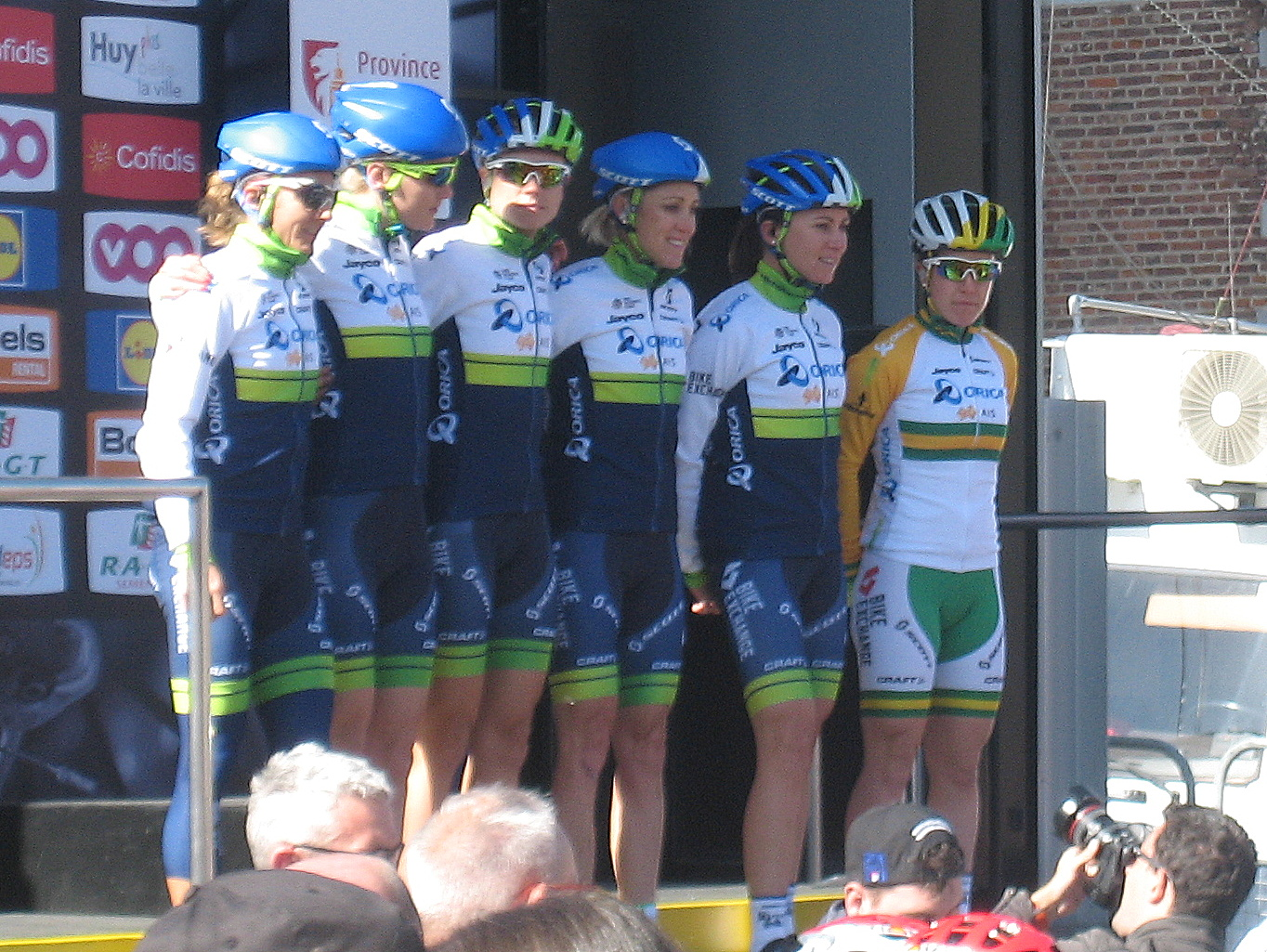
Waalse Pijl 2016

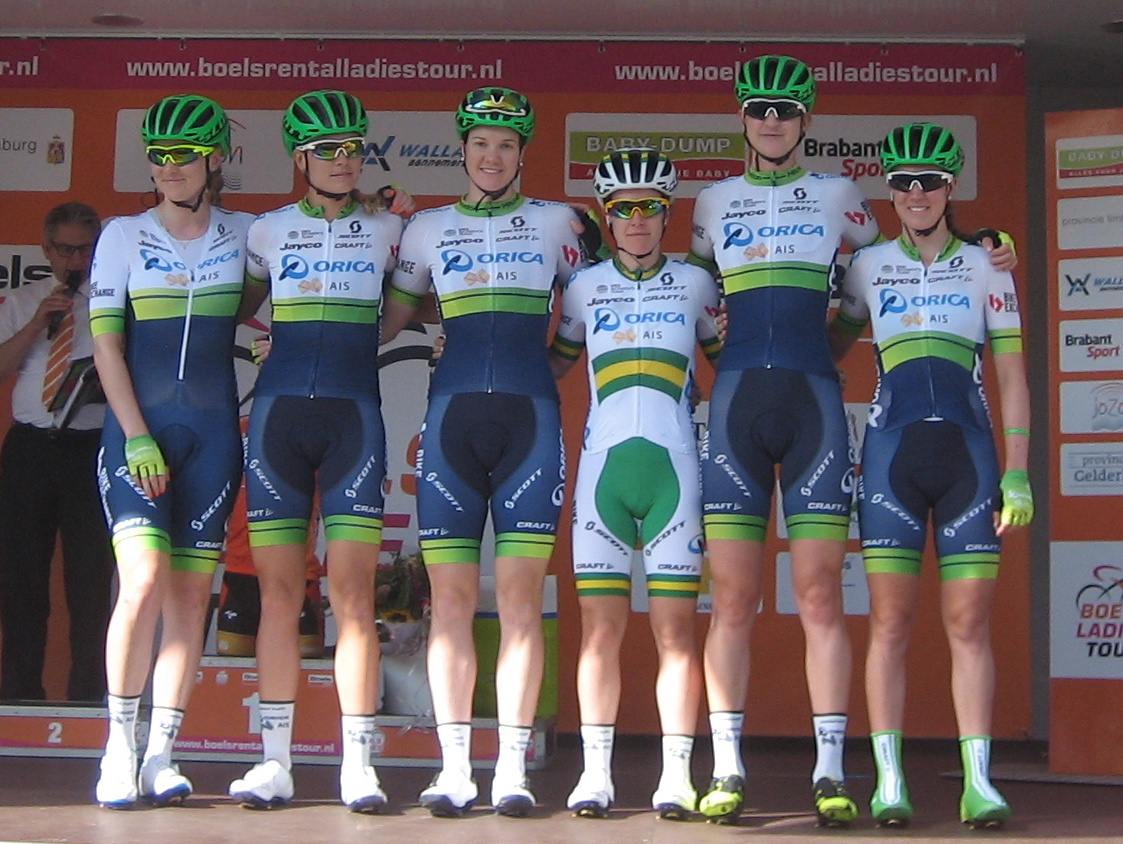
Holland Ladies Tour 2016

Eindklassement en 1e etappe Santos Women's Tour Down Under, Katrin Garfoot
3e etappe Santos Women's Tour Down Under, Lizzie Williams
 Eindklassement, proloog en 3e etappe Lotto Belgium Tour, Annemiek van Vleuten
Chrono Champenois, Katrin Garfoot
Gooik-Geraardsbergen-Gooik, Gracie Elvin
Grand Prix de Plumelec-Morbihan, Rachel Neylan
Cadel Evans Great Ocean Road Race, Amanda Spratt
Proloog GP Elsy Jacobs, Annemiek van Vleuten
2e etappe A (tijdrit) Auensteiner Radsporttage, Annemiek van Vleuten
2e etappe Ladies Tour of Qatar, Katrin Garfoot
2e etappe Tour de Feminin - O cenu Českého Švýcarska, Loren Rowney
4e etappe Holland Ladies Tour, Sarah Roy
6e etappe Thüringen Rundfahrt, Amanda Spratt

### 2017

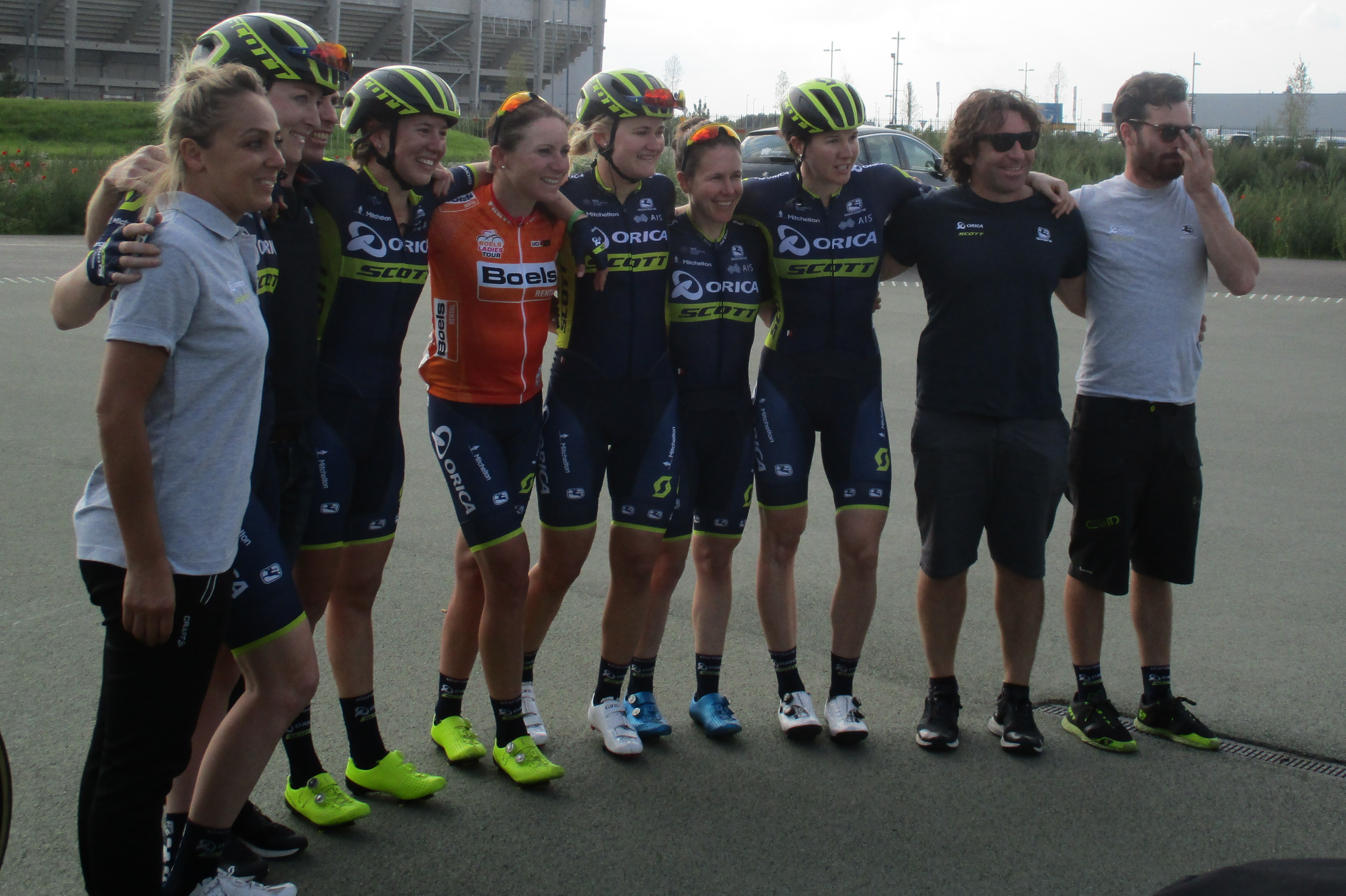
Rensters en ploegleiders in 2017

Wereldkampioen individuele tijdrit: Annemiek van Vleuten
Women's World Tour:
4e etappe OVO Women's Tour, Sarah Roy
  Punten- en bergklassement Giro Rosa, Annemiek van Vleuten
2e en 5e etappe (tijdrit), Annemiek van Vleuten
Eindklassement La Course, Annemiek van Vleuten
1e etappe naar Col d'Izoard (WWT), Annemiek van Vleuten
Achtervolgingskoers in Marseille (geen UCI-wedstrijd), Annemiek van Vleuten
 Eindklassement Boels Ladies Tour, Annemiek van Vleuten
Proloog en 3e etappe (tijdrit), Annemiek van Vleuten
Overig
 Eindklassement Women's Tour Down Under, Amanda Spratt
1e etappe Women's Tour Down Under, Amanda Spratt
Cadel Evans Great Ocean Road Race, Annemiek van Vleuten
Durango-Durango Emakumeen Saria, Annemiek van Vleuten
Ploegenklassement Emakumeen Bira
2e etappe, Amanda Spratt
3e etappe, Katrin Garfoot
4e etappe, Annemiek van Vleuten
GP Cham-Hagendorn, Sarah Roy

### 2018
Wereldkampioen individuele tijdrit: Annemiek van Vleuten
Women's World Tour:
Driedaagse Brugge-De Panne, Jolien D'Hoore
Eind- en ploegenklassement Emakumeen Bira, Amanda Spratt
2e etappe (ITT), Annemiek van Vleuten
4e etappe, Amanda Spratt
1e etappe OVO Energy Women's Tour, Jolien D'Hoore
  Eind- en puntenklassement Giro Rosa, Annemiek van Vleuten
3e en 4e etappe, Jolien D'Hoore
 Bergklassement en 6e etappe, Amanda Spratt
7e, 9e en 10e etappe, Annemiek van Vleuten
La Course, Annemiek van Vleuten
  Eind- en puntenklassement Boels Ladies Tour, Annemiek van Vleuten
Proloog, 2e en 6e etappe (tijdrit), Annemiek van Vleuten
Overig
Eindklassement Women's Tour Down Under, Amanda Spratt
3e etappe, Amanda Spratt
2e etappe (ITT) Women's Herald Sun Tour, Annemiek van Vleuten
Gooik-Geraardsbergen-Gooik, Sarah Roy
GP Cham-Hagendorn, Amanda Spratt

### 2019

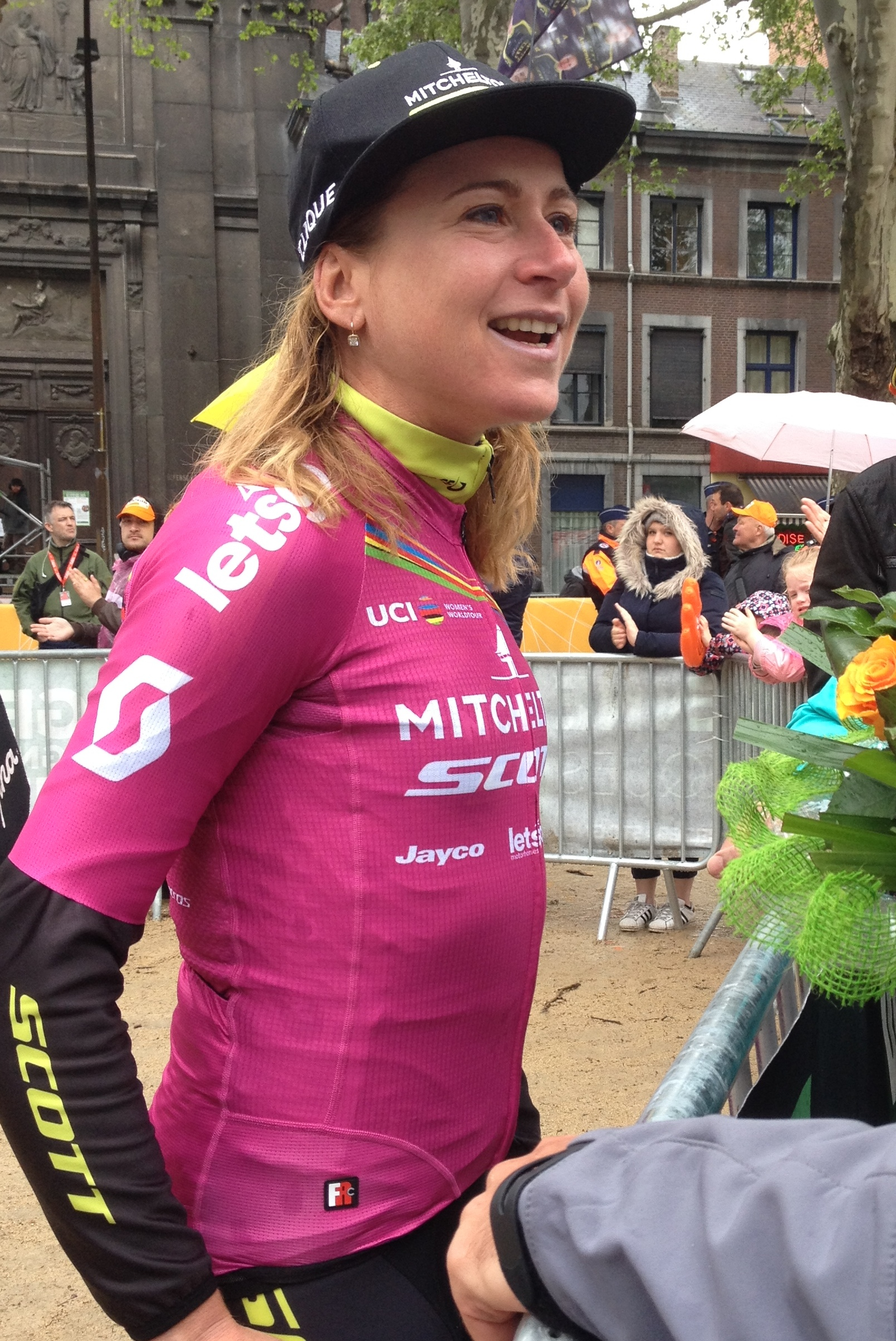
Annemiek van Vleuten in de leiderstrui van de World Tour na winst in Luik-Bastenaken-Luik (2019)

Wereldkampioen op de weg, Annemiek van Vleuten
Women's World Tour:
Eindoverwinning individueel klassement Women's World Tour, Annemiek van Vleuten
Strade Bianche, Annemiek van Vleuten
Luik-Bastenaken-Luik, Annemiek van Vleuten
2e etappe Emakumeen Bira, Amanda Spratt
   Eind-, punten- en bergklassement Giro Rosa, Annemiek van Vleuten
5e en 6e etappe (klimtijdrit), Annemiek van Vleuten
Proloog Boels Ladies Tour, Annemiek van Vleuten
Overig
 Eindklassemenent Women's Tour Down Under, Amanda Spratt
2e etappe, Amanda Spratt
3e etappe, Grace Brown
 Eind en bergklassemenent Women's Herald Sun Tour, Lucy Kennedy
2e etappe, Lucy Kennedy
Durango-Durango Emakumeen Saria, Lucy Kennedy
Clasica Femenina Navarra, Amanda Spratt
Donostia San Sebastian Klasikoa, Lucy Kennedy

## Kampioenschappen
2012
 Wereldkampioen individuele tijdrit: Judith Arndt
2016
 Oceanisch kampioen tijdrijden, Katrin Garfoot
 Australisch kampioen op de weg, Amanda Spratt
 Australisch kampioen tijdrijden, Katrin Garfoot
 Nederlands kampioen tijdrijden, Annemiek van Vleuten
2017
 Wereldkampioen individuele tijdrit: Annemiek van Vleuten
 Australisch kampioen op de weg, Katrin Garfoot
 Australisch kampioen tijdrijden, Katrin Garfoot
 Nederlands kampioen tijdrijden, Annemiek van Vleuten
2018
 Wereldkampioen individuele tijdrit: Annemiek van Vleuten
 Nieuw-Zeelands kampioen op de weg, Georgia Williams
 Nieuw-Zeelands kampioen tijdrijden, Georgia Williams
2019
 Wereldkampioen op de weg, Annemiek van Vleuten
 Australisch kampioen tijdrijden, Grace Brown
 Nederlands kampioen tijdrijden, Annemiek van Vleuten
 Nieuw-Zeelands kampioen tijdrijden, Georgia Williams
Mannen: 2012 · 2013 · 2014 · 2015 · 2016 · 2017 · 2018 · 2019 · 2020 · 2021 · 2022 · 2023 · 2024  · 2025
Vrouwen: 2012 · 2013 · 2014 · 2015 · 2016 · 2017 · 2018 · 2019 · 2020 · 2021 · 2022 · 2023 · 2024 · 2025
Arndt · Cromwell · Fry · Gillow · Gunnewijk · Häusler · Hoskins · MacLean · Rhodes · Spratt · Villumsen
Cromwell · Edmondson · Elvin · Gillow · Gu · Gunnewijk · Hoskins · Johansson · MacLean · Spratt
Edmondson · Elvin · Garfoot · Gillow · Gunnewijk · Hoskins · Johansson · MacLean · Scandolara · Spratt · Sulzberger · Taylor
Elvin · Garfoot · Gunnewijk · Hoskins · Johansson · Manly · McConville · Neylan · Roy · Scandolara · Spratt · Stewart · Williams
Allen · Crooks · Elvin · Garfoot · Manly · McConville · Neylan · Rowney · Roy · Spratt · Stewart · Van Vleuten · Wiles · Williams
Allen · Baker · Crooks · Elvin · Garfoot · Manly · Neylan · Rowney · Roy · Spratt · Van Vleuten · Williams
Allen · Crooks · D'Hoore · Elvin · Kennedy · Manly · Roy · Spratt · Van Vleuten · Williams
Allen · Brown · Elvin · Kennedy · Manly · Roy · Spratt · Tenniglo · Van Vleuten · Williams
Allen · Brown · Elvin · Ensing · Kennedy · Roberts · Roy · Spratt · Tenniglo · Van Vleuten · Williams
Allen · Brown · Campbell · Ensing · Fidanza · Kennedy · Roberts · Roy · Santesteban · Spratt · Tenniglo · Williams · Žigart
Allen · Baker · Campbell · Faulkner · Fidanza · Kessler · Manly · Roseman-Gannon · Santesteban · Spratt · Tan · Williams · Žigart
Allen · Baker · Campbell · Faulkner · Gåskjenn · Howe · Kessler · Manly · Pate · Paternoster · Polites · Roseman-Gannon · Santesteban · Tan · Žigart
Andersson · Baker · Campbell · García · Gåskjenn · Howe · Korevaar · Manly · Pate · Paternoster · Roseman-Gannon · Smulders · Ton · Trevisi · Wyllie · Žigart
Andersson · Baker · García · van der Hulst · Korevaar · Pate · Paternoster · Roseman-Gannon · Smulders · Talbot · Ton · Trevisi · Trinca Colonel · Wyllie